# Boonervliet
]

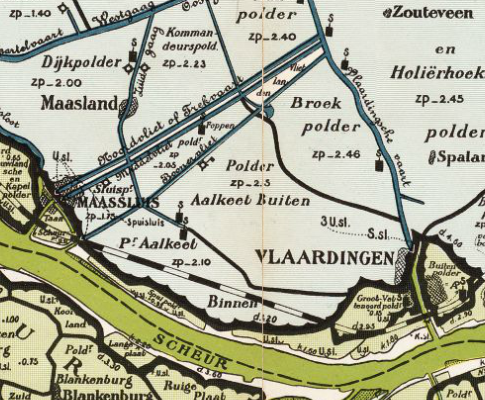
Boonervliet op een kaart uit 1901

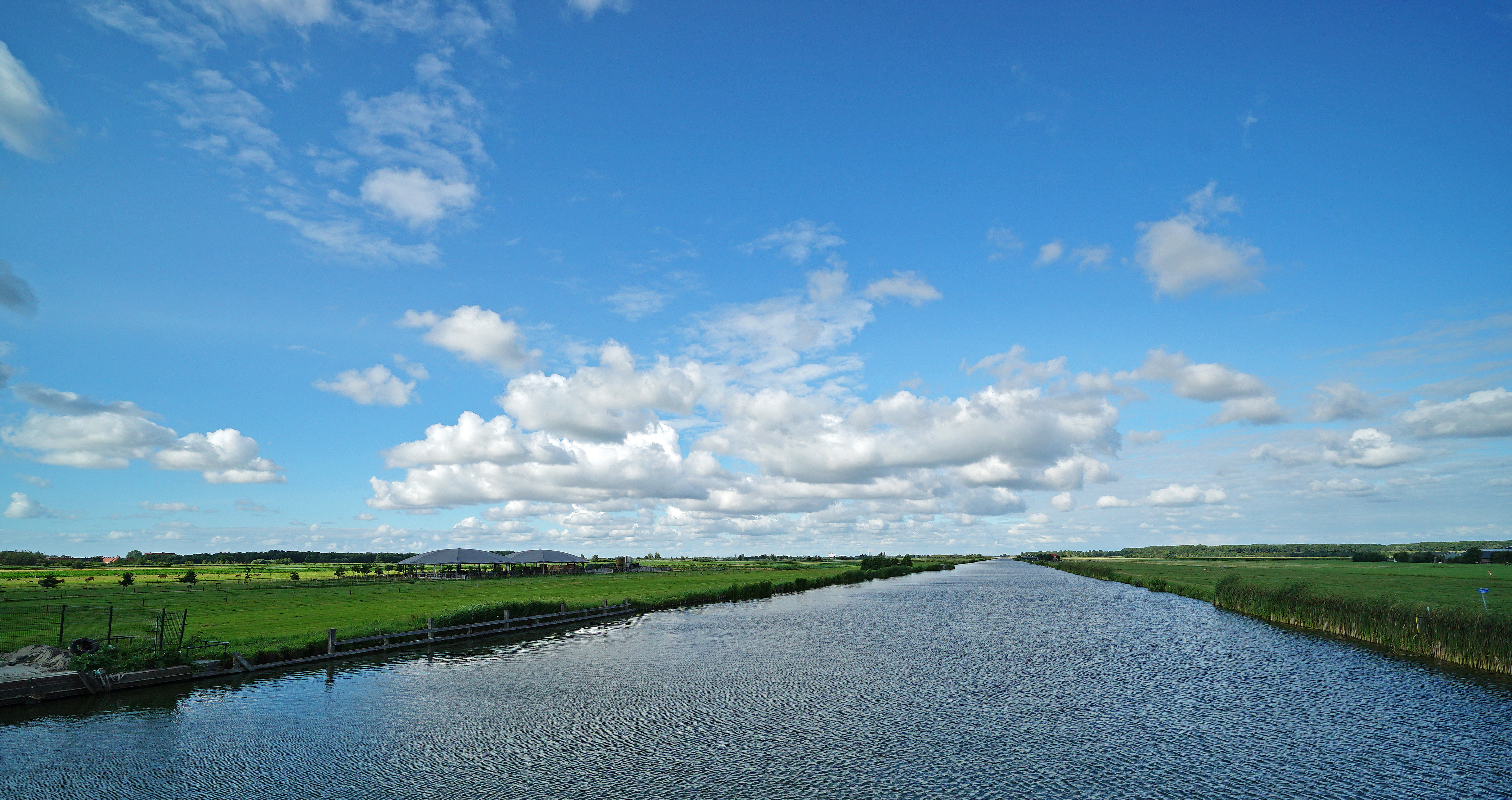
Boonervliet gezien richting Vlietlanden

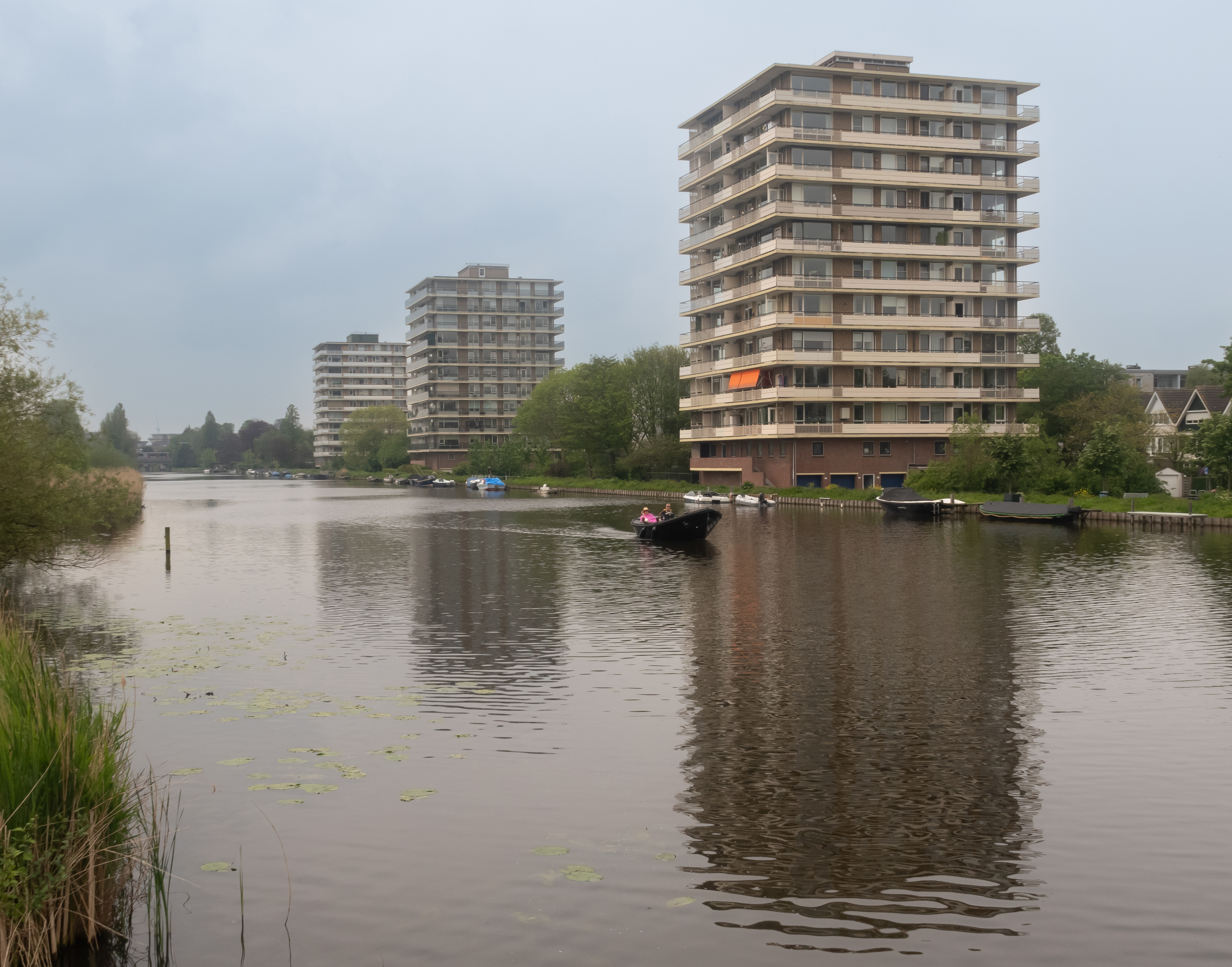
Boonervliet in Maassluis

De Boonervliet is een hoofdwatergang in de provincie Zuid-Holland. Het vervult een belangrijke functie als boezem in het Hoogheemraadschap Delfland: een deel van het overtollige water wordt via de Boonervliet afgevoerd.
De watergang verbindt over een lengte van 5,5 kilometer de Vlaardingervaart met de Nieuwe Maas, waar het water ten zuiden van Maassluis in de Scheur uitkomt. De Vlaardingervaart gaat vanaf die splitsing naar het zuidoosten en komt ook in het Scheur uit. De Boonervliet loopt langs de Floppenplas, de Foppenpolder en het dorp Maasland. Daarna gaat hij onder A20 door en vervolgens langs Maassluis tot aan het Scheur. Het boezemwater wordt daar sinds 1928 door gemaal de Zaayer uitgeslagen. 

## Geschiedenis
In de middeleeuwen werden de drie Maaslandse vlieten gegraven om overtollig polderwater van de streek via spuisluizen in het Scheur te kunnen lozen. Eerst groef  ambacht Monster de Noordvliet of Trekvliet en ambacht Wateringen de er vlak naast liggende Middelvliet of Zuidvliet en bouwden ze aan het eind van de vlieten de Monstersche Sluis en de Wateringse Sluis. Bij deze sluizen vestigden zich mensen en dit werd Maeslantsluys (Maaslandsluis), het huidige Maassluis. Aangenomen wordt dat de twee vlieten werden gegraven omdat er niet voldoende water kon worden afgevoerd via de Vlaardingervaart en de sluizen bij Vlaardingen. Toch bleven er ook daarna regelmatig dijkdoorbraken en overstromingen en rond 1380 groeven de ambachten Maasland, Naaldwijk en Voorburg gezamenlijk een derde afwatering, de Boonervliet. De vliet is genoemd naar Boonen, de eigenaar van het land tussen de Gaag en de Middelvliet. Waar voorheen de ambachten Monster en Wateringen hun eigen vliet groeven, werd de Boonervliet gezamenlijk aangelegd. Wel bouwden en onderhielden de drie ambachten ieder een eigen sluis in de Maasdijk. Deze werden pas in 1653 vervangen door een sluis en eerst in 1928 kwam er een boezemgemaal.
Halverwege de 15e eeuw werden windmolens gebouwd voor bemaling van de polders, door klink van de veengrond was steeds meer verschil ontstaan tussen het waterpeil van de polders en het boezempeil in de vlieten. Langs de vlieten werden kades aangelegd.

### Omgeving
Bij het begin van de Boonervliet was de strook grond tot aan de Middelvliet te smal om in te polderen. Deze Vlietlanden geven daardoor nog een beeld van hoe het landschap er heeft uitgezien in de middeleeuwen.
Aan de Boonervliet stond de watermolen 'Nooitgedacht' om het teveel aan water uit de Broekpolder naar de vliet te pompen. De tot dan toe nog aanwezige molenromp werd in 1966 gesloopt. De stichtingssteen is bewaard gebleven.
Ten oosten van Maassluis staat aan de Boonervliet een boerderij uit 1711. De Karperhoeve is een rijksmonument, hij dankt zijn naam aan de grote karpers die in de Boonervliet werden gevangen. Het was lang een kaasboerderij.
In 1983 is in de Broekpolder tussen Boonervliet en Vlaardingervaart de baan van [[]] aangelegd.

## Wandeling
De NS-wandeling Boonervliet, vanaf station Vlaardingen, is ongeveer 16 kilometer lang en volgt voor een deel de Boonervliet. Het eindpunt is in Maassluis.